# Juillet 1848

## Événements
- Méhémet Ali cède le pouvoir en Égypte à son fils adoptif Ibrahim-Pacha, qui meurt le 10 novembre.
- Intervention des troupes russes pour ramener l’ordre dans les principautés danubiennes.

- 3 juillet, France : décret de création d'une Commission provisoire municipale et départementale.

- 6 juillet, France : Victor Hugo entreprend son action en faveur des prisonniers politiques et contre les mesures extrêmes qui les frappent.

- 8 juillet, Empire d'Autriche : Pillersdorf démissionne et est remplacé par le ministère Doblhoff (Alexandre Bach, ministre de la justice) chargé de donner une constitution à l’ensemble de la monarchie.

- 10 juillet :
  - Les insurgés siciliens offrent la couronne au second fils de Charles-Albert, le duc de Gênes.
  - Mgr Sibour devient archevêque de Paris.

- 11 juillet, France : caution financière imposée aux journaux. Beaucoup disparaissent, dont Le Peuple constituant de Lamennais.

- 12 juillet, France : à la Constituante, Victor Hugo intervient contre les restrictions apportées à la liberté de la presse.

- 17 juillet, France : à la Constituante, discours de Victor Hugo « sur les secours aux théâtres ».

- 19 juillet, France :
  - Chateaubriand est enterré à Saint-Malo conformément à sa volonté : face à la mer, à la pointe du Grand Bé ;
  - rétablissement du Préfet de la Seine. (Brochure Paris 1971)

- 19 et 20 juillet, États-Unis : Convention de Seneca Falls, premier grand événement féministe du pays.

- 25 juillet : victoire des troupes autrichiennes et tyroliennes de Radetzky sur les insurgés lombards et piémontais de Charles-Albert de Sardaigne à Custoza. Le mouvement italien pour l'unification et l'indépendance de la péninsule subit là un revers décisif.

- 28 juillet, France : une loi réglemente la création et le fonctionnement des clubs - toute motion de leur part portant atteinte à l'ordre public est passible de sanctions. Restriction des réunions publiques et des clubs.

## Naissances
- 15 juillet : Vilfredo Pareto, sociologue et économiste italien.
- 24 juillet : Édouard Toudouze, peintre français († 14 mars 1907).
- 25 juillet : John Biddulph (mort en 1921), écrivain britannique, correspondant de l'ornithologue Allan Octavian Hume.
- 31 juillet : Gustave Flourens (mort en 1897), chimiste français.

## Décès
- 4 juillet : François-René de Chateaubriand, écrivain français (° 1768).
- 18 juillet : Alexander Macleay (né en 1767), entomologiste britannique.
- 29 juillet : générale de brigade Édouard Damesme, mort de sa blessure reçue lors d'une échauffourée le 24 juin 1848 (° 1807).